# Водопьянов (сторожевой корабль)
«Водопьянов» — советский речной сторожевой корабль, оборудованный в начале Отечественной войны из мобилизованного парового колёсного буксира.

## История службы
Паровой колёсный буксир был построен в Киеве на заводе «Ленинская кузня» под названием «Тухачевский», в честь советского военачальника. Но так как последний был репрессирован, то 13 июня 1937 года судно получило новое название «Водопьянов», в честь советского полярного лётчика.
С началом войны «Водопьянов» мобилизовали 23 июня 1941 года по предвоенному плану и после 6 июля полностью переоборудовали в военный корабль на заводе им. И. В. Сталина в Киеве.
22 июля «Водопьянов» (в военных документах даётся также и номерное название «СК-1») включён в состав Припятского отряда речных кораблей (ОРК) Пинской военной флотилии (ПВФ). Его командиром стал лейтенант запаса Старовойтенко Л. С. В течение всего июля и августа сторожевик действует на реке Припять. 22 августа он прикрывал припятскую переправу отступающей 5-й армии Юго-Западного фронта у сёл Рожава - Новошепеличи.
Вечером 23 августа передовой отряд 111-й пехотной дивизии немцев, усиленный самоходными орудиями StuG III, опрокинул отступающие по приказу, но плохо организованные части 27-го стрелкового корпуса 37-й армии Юго-Западного фронта и захватил плацдарм на левом берегу Днепра у села Окуниново. Таким образом корабли ПВФ, действовавшие севернее, оказались отрезаны от Киева, где в то время находился штаб флотилии.
В ночь на 26 августа 1941 года «Водопьянов» совместно с другими кораблями флотилии участвует в прорыве в Киев из района Чернобыль - Домантово, мимо немецкого окуниновского плацдарма. Но под сильным огнём корабль вынужден был повернуть к Домантово. Утром 26 августа 1941 года сторожевик погиб во время артиллерийского боя с немцами, вышедшими к правому берегу Днепра. 22 сентября исключён из списков кораблей ВМФ по приказу командующего флотом.